# Lyft
Lyft（リフト）は、アメリカ合衆国カリフォルニア州サンフランシスコに拠点を置く運輸ネットワーク企業（NASDAQ: LYFT）。同社はLyft自動車運輸モバイルアプリケーションの開発、マーケティング、運営を行い、アメリカ合衆国およびカナダ（オンタリオ州）の約300都市で営業を行っている。

## 営業
乗客はiOSまたはAndroid搭載の携帯電話にLyftの携帯アプリケーションをダウンロードし、登録した上で有効な電話番号及び支払い情報(クレジットカードかApple Pay、GoogleウオレットまたはPayPalアカウントへのリンク)を入力しなければならない。乗客はその後付近のドライバーへ乗車リクエストができるようになる。一度承認されれば、アプリはドライバーの名前や過去の乗客からの評価、ドライバー及び車両の画像を表示する。乗車中にドライバーと乗客の会話を促進するためにドライバーと乗客は出身地や音楽の好みなどの個人情報をプロフィールに追加できるようになっている。乗車終了後は乗客はドライバーに現金またはアプリを通じてチップを渡すこともでき、アプリを通す場合はチップ分も乗客の支払い方法に請求される。
Lyftはアプリ内で4種類の乗車方法を提供している。
- Lyft Line(リフト・ライン)は全都市では利用できないが、同じ方向に向かう他の乗客同士をマッチさせる最も安価なオプション[12]
- Lyft は付近のドライバーと乗客をマッチさせる基本かつ最も一般的なサービス
- Lyft Plus(リフト・プラス) は乗客を6座席の車両とマッチさせるサービス[13]
- Lyft Premier(リフト・プレミア)は乗客を4人乗りの高級車とマッチさせるサービス[14]
- Lyft Lux(リフト・ラックス)は乗客を高級車とマッチさせるサービス (例: 高評価のドライバーが運転するSUV).

### 安全
Lyftのプラットフォームの主義の一つは同社の利用者との間での信頼の構築である。全てのドライバーは以下の選考過程を受ける。
- 車両管理局、アメリカの性犯罪者登録、個人の犯罪歴が調査される。犯罪歴調査は7年前までさかのぼり全国及び郡レベルのデータベースと全国性犯罪者登録を含む[16]。
- 現在のLyftドライバーとの直接面談[17]。
- ドライバーは21歳以上で運転免許証の保有期間が１年以上であること[16]。
- ドラッグとアルコールのゼロ・トレランス方式[16]。

#### 評価
乗車完了後、ドライバーと乗客は☆1～☆5の尺度で互いを評価することができ、ユーザーからの平均評価が低いドライバーはサービスから外される。Lyftでは乗客が自分の評価を知ることができないようになっている。

## 歴史

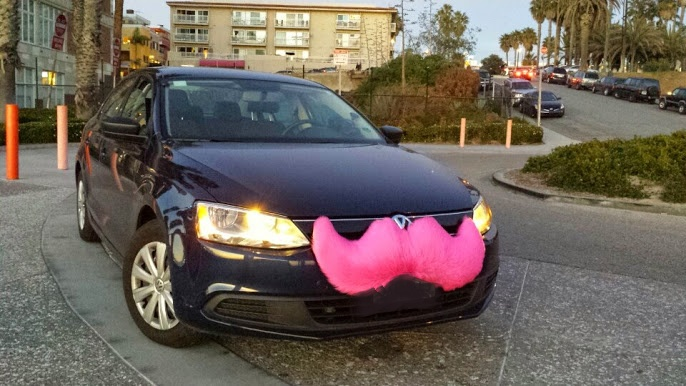
カリフォルニア州サンタモニカのLyftの車両

### 創設
Lyftは2012年の夏にローガン・グリーンとジョン・ジマーによって「Zimride(ジムライド)」(２人が2007年に設立していた長距離ライドシェア企業)のサービスとして設立された。ジムライドは長距離の旅行用(都市間が多かった)でのライドシェアを中心としており、Facebook Connectアプリを通じてドライバーと乗客をリンクさせた。ジムライドは最終的にアメリカ合衆国最大のライドシェアプログラムになった。
グリーンはカリフォルニア大学サンタバーバラ校のキャンパスからロサンゼルスの彼女の元に訪れる際に相乗りした後にジムライドのインスピレーションを得た。彼はクレイグズリストの乗車掲示板を使っていたが、乗客やドライバーを知らないことによる不安の解消を望んでいた。Facebookが第三者の開発者にAPIを公開したとき、グリーンは「これには欠けているものがある」と考えていた。グリーンは共通の友人を通じてジョン・ジマーに紹介され、当初２人はFacebook上で会った。同社の名称「Zimride」は2005年にグリーンが旅行に訪れた国ジンバブエ(Zimbabwe)が由来であり、そこでグリーンは地元の相乗りミニバンタクシーを見た。彼は「私は同じ輸送形態をつくるという発想を得て米国に戻った」と語った。グリーンはコーディングの経験があり、4ヶ月でサイトを開発することができた 。ジムライドはコーネル大学で最初のバージョンのライドシェアプログラムを開始し、６ヶ月後にはキャンパスの20%がサービスに登録していた。Facebookのプロフィール情報を使うことで学生ドライバーと乗客はお互いを知ることが出来た。
2013年5月、企業は公式に社名をジムライドからLyftに変更した。ジムライドからLyftへの変更は１年に1～2回ではなく日常的にユーザーと接する手法を模索したハッカソンの結果としてなされた。
Lyftへの移行
ジムライドは大学のキャンパスを中心としていた一方でLyftは都市内での短距離旅行用のオンデマンドのライドシェアネットワークとして設立された。ジムライドと同様にアプリは車両のドライバーと乗り物を求めている乗客をつなぐ。ドライバーと乗客は乗車後お互いを☆1～☆5の尺度で評価し、評価はネットワーク内でのドライバーと乗客両方の評判を確立する。Lyftのシステムを利用するためには、顧客はデビットカードやPayPalアカウントなどの資金源と直接リンクするようにアカウントの設定を行わなければならない。乗車が完了すれば資金源から資金が引き落とされる。Lyftはその後ドライバーから合計金額の25%を手数料として徴収する(2015年12月までは20%)。
ブランドとしてLyftはドライバーが車両のフロント部分に取り付ける大きなピンク色の毛むくじゃらの口ひげで知られるようになった。乗客もまた前の座席に座ることや会った時にドライバーとグータッチをすることを推奨された。2015年1月、Lyftは車両のフロント部分に取り付けられていた従来の大きく毛羽立った口ひげの代わりとして、ダッシュボードの上に取り付ける「光るひげ(glowstache)」と呼ばれる小型で光るプラスチックの口ひげを導入した。この変更は巨大な口ひげを伴った車両で重要なビジネスミーティングなどに到着することが最適ではない可能性を考慮した結果である。2016年12月、Lyftは新たにダッシュボードの上に取り付ける色が変わるインジケーター「Amp」を導入した。
2014年4月、Lyftは24時間内に新たに24都市でのサービスを開始したことで合計で60都市に増加した。2014年8月、同社はライドシェアの料金を乗客同士で分割できるLyft Lineを導入した。
ニューヨークでの規制上のハードルにより、同社は東海岸でのLyftを確立するために事業モデルの大幅な変更を決定した。2014年7月25日の夕方にLyftのサービスが開始されたが、ニューヨーク市タクシー・リムジン委員会(TLC)が要求した規制をLyftが遵守するとした協定がマンハッタン最高裁の承認をうけたことで、TLCに登録したドライバーのみがニューヨークでLyftブランドの車両の運転を許可された。
2016年5月、Lyftは最大24時間前から配車の予約ができるサービスの提供を始めた。2016年夏にもLyftは旅行中複数回停止できる機能の提供を乗客に提供し始めた
2017年1月、Lyftはサービス対象地域を100都市追加し、合計で300都市でサービスを提供すると発表した。
2017年12月、同社初の海外進出としてカナダで正式なサービスを開始すると発表した。

### ファイナンス
2019年3月29日、NASDAQに株式を上場した。

#### ファイナンスの歴史
2013年5月、Lyftはアンドリーセン・ホロウィッツが率い、ファウンダーズ・ファンド、メイフィールド・ファンド、K9ベンチャーズ及びフラッドゲート・ファンドを含む6000万ドルのシリーズCベンチャー資金調達ラウンドを完了した。
2013年7月、Lyftの成長に専念できるようにするため同社はジムライドをエンタープライズ・レンタカーの親会社「エンタープライズ・ホールディングス」に売却した。
2014年4月、 LyftはCoatue Managementが率い、アリババグループ、アンドリーセン・ホロウィッツが参加した2億5000万ドルのシリーズD資金調達ラウンドを完了し、同社の合計調達額は3億3250万ドルに増加した。2015年3月、同社は日本のオンライン小売企業の楽天が率いるグループから5億3000万ドルの出資を受けた。2015年5月にLyftは25億ドルの評価額に基づきカール・アイカーンからの1億ドルを含む1億5000万ドルの追加出資を受け、合計調達額は10億ドル以上になった。
2016年1月4日、Lyfyはアメリカの自動車メーカーのゼネラル・モーターズ(GM)との提携を発表し、GMは5億ドルを出資した。GMの投資と併せて、サウジアラビアのアル・ワリード王子もアンドリーセン・ホロウィッツとファウンダーズ・ファンドから1億4800万ドル相当の既存株の買い取りを含むLyftへの出資を行った。この時点でLyftは、ゼネラル・モーターズ(5億ドル)、アリババ、アンドリーセン・ホロウィッツ、Coatue Management、滴滴快的、fbFund、フラッドゲート・ファンド、フォンティナリス・パートナーズ、フォートレス、ファウンダーズ・ファンド、GSVキャピタル、アイカーン・エンタープライズ、ジャナス・キャピタル・マネジメント、K9ベンチャーズ、メイフィールド・ファンド、アルワリード王子のキングダム・ホールディング、楽天、テンセントとサード・ポイント・ベンチャーズなどの投資企業から20億ドル以上の資金を調達した。
2017年4月、Lyftはコールバーグ・クラビス・ロバーツから6億ドルの資金を調達し、資金調達後の企業価値は75億ドルと評価された。
2017年6月6日、Lyftは最終的に数千台の自動運転のオンデマンド車を道路に配置することを目標としてボストンに拠点を置く自働運転車のスタートアップNuTonomyとの新たな提携を発表した。
2017年10月、 Lyftはアルファベットの投資部門キャピタルGが主導する資金調達ラウンドで10億ドルを調達したが、2017年12月には更に5億ドルを追加しラウンドの合計調達額が15億ドルになったと発表した。
2017年12月時点での企業価値は115億ドルであった。

### 規制上の反対とモメンタム

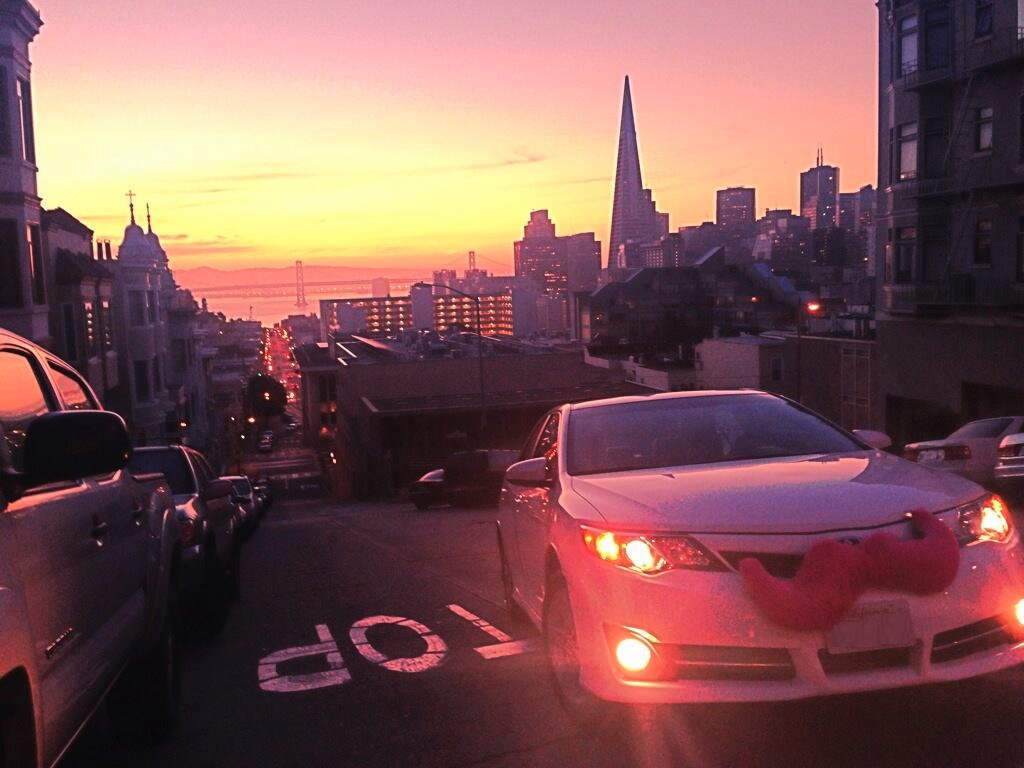
Lyft最初のブランドとして2015年まで同社が使用していた独特のピンク色の口ひげ。その後はドライバーのダッシュボードに取り付ける小型で光るマゼンダの口ひげに変更された

多くのpeer-to-peerスタートアップのようにLyftは法的及び規制上のハードルに直面し、タクシーサービスを含む既存の商業企業からの批判を受けた。
2012年秋、カリフォルニア州公共事業委員会はLyft(UberとSidecarと共に)に停止通告書を出し、各企業に罰金2万ドルを科した が、2013年にこれらの措置を破棄する暫定合意に達した。2013年6月にLyft、Uber及びSidecarはロサンゼルス市運輸局から停止通告書を送付された。2013年9月、カリフォルニア州公共事業委員会は満場一致で合意の恒久化を決議し、「運輸ネットワーク企業」と呼ばれる新しいサービスのカテゴリーを創設したことでカリフォルニアがそのようなサービスを認め、規制する最初の州となった。
2013年9月にワシントンD.C.の市議会はLyftのようなライドシェアのプラットフォームの営業を許可する緊急立法を可決した。
2014年3月にシアトル市議会は道路のLyftドライバーの数を常時150人までに制限する条例を可決した。Lyftの事業モデルでは機能しなくなったので、同社は住民3万6000人(必要数の2倍以上)の署名を集め、住民投票を請求した連合を支援した。署名に続き、シアトル市長のエド・マレーはLyftと協力して2014年7月にシアトルでライドシェアを合法化する合意に達した。
2014年春にLyftはサービス開始以降同社が直面してきた規制上の障壁と反対に対処するために「TwinLogic Strategies」と「Jochum Shore & Trossevin」のロビー企業２社を雇用した。
2014年5月、Lyftはデトロイト市と暫定営業協定に署名したことで2年間または新規制が策定されるまでの間特定のルール下での営業が可能になった。
2014年６月、コロラド州は法案「S125」が署名・成立したことで立法手続きを経て運輸ネットワーク企業についてのルールを成立させた最初の州となった。
2014年7月、ミネアポリス市議会はほぼ満場一致でLyftや他の運輸ネットワーク企業の合法化を決議した。
2015年9月、Lyftは同社のカスタマーサービス業務をナッシュビルに移転すると発表し、将来的にサンフランシスコから完全移転する可能性に言及した。
2015年12月、Lyftはロサンゼルス国際空港で乗客を拾うことを許可された最初のライドシェアサービスとなった。
オースティン、ナッシュビル、タルサとイリノイ州などの他の都市や州もLyftと他の運輸ネットワーク企業を規制または違法化する法案を成立させた。
テキサス州両院で法案「HB 100」が可決された後、Lyftは(撤退していた)オースティンでの営業を再開する予定であると発表した。
他のライドシェアサービスのようにLyftも事業を無免許のタクシーサービスと考えている政府関係者から批判されてきた。例えば、2014年4月のバージニア進出時にはバージニア州運輸局はLyftに対し、運輸ブローカーとしての登録を怠ったとして民事罰9000ドルを科した。バージニア州運輸局は過去にLyftと話し合いを行っており、州内部でサービスを提供するためには登録が必要だと同社に通知していた。8月には州当局は決定を破棄しバージニアでのLyftの営業を許可した。
2016年、Lyftは交通機関の混乱による影響を受ける公共交通機関の利用者を引き付けるプロモーションを提供した。ワシントン首都圏交通局のセーフトラック建設中にLyftは影響を受ける地域で大幅な割引を提供し、マサチューセッツ湾交通局が深夜サービスを終了した後にはLyftは影響を受ける時間帯において利用料金を割引した(午前12時半～午前4時まで)。

### 自動運転車の研究
2016年5月5日、リフトとゼネラルモーターズは提携の一環として、来年中に自動運転車の試験を開始する予定と発表した。同社らはテストには自動運転のシボレー・ボルトを使用することを検討していた。2017年9月にはリフトは自動運転車の開発や試験でフォードと提携したと発表した。

## 競争
LyftはFasten、Haxi、Uber、Viaなどの企業との競争に直面している。Lyftは中国の滴滴出行、インドのOla Cabs及び東南アジアのGrab、GO-JEKを含む世界各地の配車サービス企業と提携している。

## 評価
2013年にサンフランシスコ市長のエド・リーは7月13日を「リフト・デー」と宣言した。
同社の資金調達とユーザー採用数以上に投資家とコメンテーターはLyftの「コミュニティ」センスを称賛した。2013年5月、アンドリーセン・ホロウィッツのスコット・ウェイスはベンチャーキャピタル企業は同社の強力なコミュニティーと透明性を理由として最終的に投資を決めたと述べた。

## 関連リンク
- シェアリングエコノミー
- Uber